# Mack Sennett
Mack Sennett, egentlig Michael Sinnott, (født 17. januar 1880 i Richmond, Québec, Canada, død 5. november 1960 i Woodland Hills, Los Angeles, Californien, USA) var en canadiskfødt, amerikansk filmproducent og -instruktør. Han var en af filmkomediens vigtigste pionerer.
Han kom til filmen som skuespiller i 1908, og blev i 1912 leder af The Keystone Company og specialiserede sig i løsslupne farcer og som lagde navn til figurerne The Keystone Cops; en flok inkompetente politifolk, der myldrede planløst af sted. Han lancerede både Charles Chaplin og Buster Keaton. Sennett trak sig fra filmarbejde ved lydfilmens gennembrud, men lavede dog komediefilm med lyd såsom The Fatal Glass of Beer med W.C. Fields i hovedrollen. Hans selvbiografi King of Comedy udkom i 1954.